# 우웨이스 1세

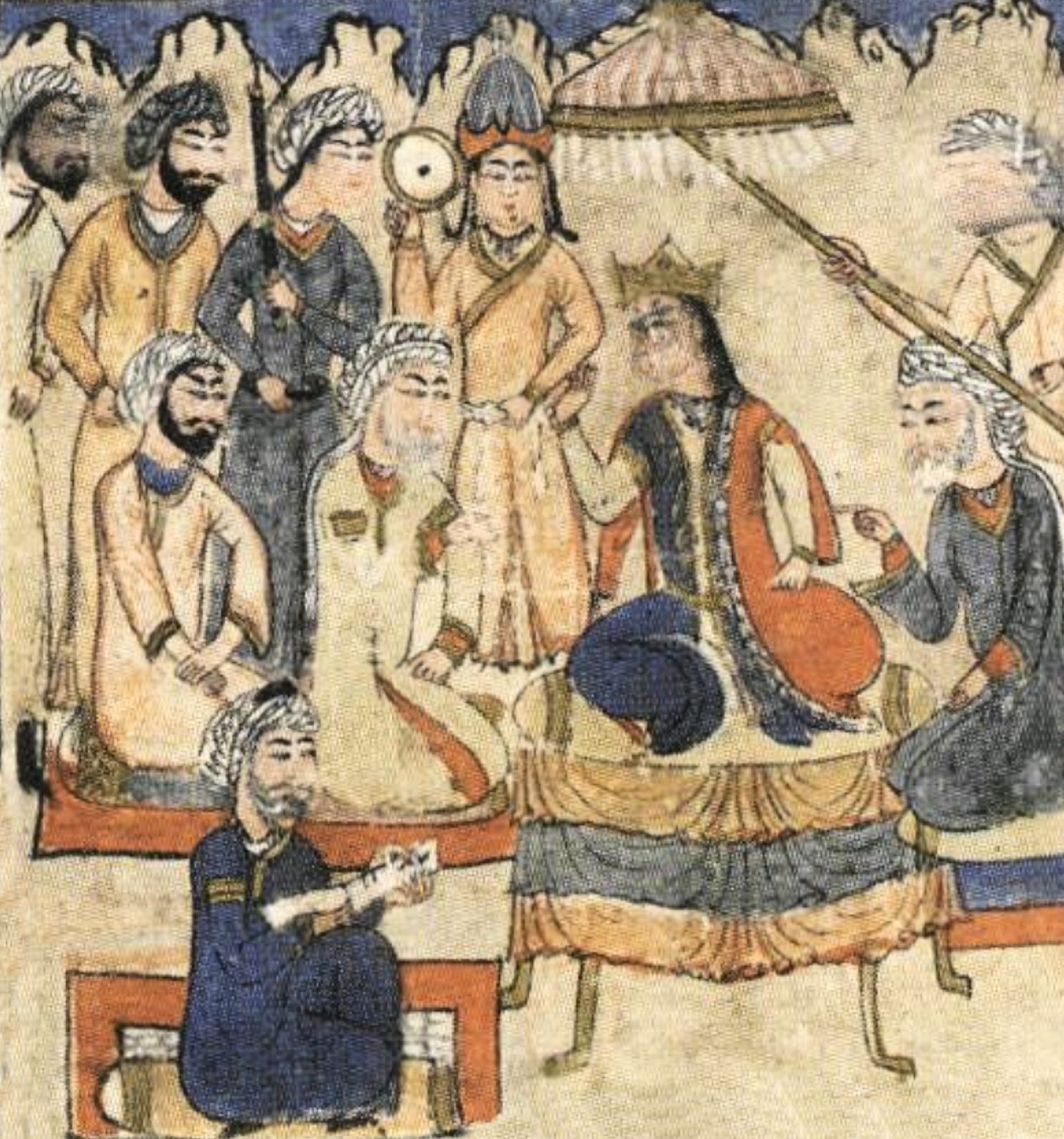

우웨이스 1세(Shaykh Uvays, ? ~ 1374년)는 자라이르 왕조의 제2대 술탄(재위 : 1356년 ~ 1374년)이다. 많은 정복활동을 펼쳐 자라이르 왕조의 최전성기를 이끌었다.

## 생애
1356년, 우웨이스 1세는 아버지인 하산 부즈루그의 뒤를 이어 즉위했다. 1357년, 킵챠크 한국의 군대가 자라이르 왕조의 오랜 숙적인 츄판 왕조를 멸망시키고 츄판 왕조의 지배자인 마렉 아스라프를 처형하자 우웨이스 1세는 츄판 왕조의 영토에 눈독을 들이기 시작했다. 1358년 킵챠크 한국의 베르디 벡이 본국으로 철수하자 우웨이스 1세는 정복을 시작하여 1360년에 아제르바이잔과 타브리즈를 포함한 츄판 왕조의 이전 영토를 병합하는 데 성공했다.
우웨이스 1세는 그의 재위기간을 정복 활동에 모두 바치다시피했다. 1364년 그는 자신의 사위인 이스파한의 무자파르 왕족 샤 마흐무트가 시라즈를 정복할 수 있도록 원조해 주었으며 이후에도 무자파르 왕조의 내분에서 샤 마흐무트의 편을 들었다. 또한 코카서스의 시르반 샤의 영토로 원정을 떠났으나 바그다드에서 반란이 일어나자 말머리를 돌려 바그다드의 반란을 진압했다. 1366년, 서쪽의 투르크 족 왕조인 흑양조의 바이람 크와자를 격파했으며 그 후에 코카서스의 시르반 샤를 물리쳤다.
서쪽과 북쪽을 안정시킨 우웨이스 1세에게는 동쪽 페르시아(현재의 이란 지역)의 문제가 남아 있었다. 우웨이스 1세는 아스타라바드를 잃은 뒤 라이(Rayy) 지역을 여러 차례 공격했던 아미르 발리와의 전투에서 승리하여 아미르 발리의 잦은 습격은 중단시켰지만 아미르 발리를 완전히 제거하는 데는 실패하였다.
여러 차례의 원정을 끝마친 후인 1374년 우웨이스 1세는 타브리즈에서 사망하였다. 우웨이스 1세의 재위 기간 동안 자라이르 왕조는 주변의 경쟁자들을 제압하고 영토를 크게 넓혀 최전성기를 맞았다. 하지만 우웨이스 1세 사후 자라이르 왕조는 서쪽의 흑양조와 동쪽의 티무르 왕조의 압박을 받아 그 위세가 크게 줄어들고 말았다.

## 같이 보기
- 하산 부즈루그
- 자라이르 왕조

| 이전 하산 부즈루그 | 제2대 자라이르 왕조의 술탄 1356년 ~ 1374년 | 다음 하산 |